# Ignacio A. Pane
Ignacio A. Pane (Assunção, 1880 — idem, 1920) foi um escritor paraguaio. Sua obra poética, que faz parte do modernismo, inclui cerca de poemas escritos em castelhano (recolhidas em Poemas, 1900) e outros em guarani. Autor también de ensaios filosóficos e sociais (El método y las ciencias sociales).